# Diana Ross (album)
Diana Ross (później wydany jako Ain't No Mountain High Enough) - pierwszy solowy album amerykańskiej piosenkarki Diany Ross.
Wydaniu płyty towarzyszyły wielkie emocje, bowiem wydawnictwo miało ukazać czy była liderka The Supremes jest w stanie kontynuować karierę jako solistka. Z pomocą producentów Nickolasa Ashforda i Valerie Simpson, album Ross okazał się sukcesem. Zanim Diana podjęła współpracę z Ashfordem i Simpson, intensywnie współpracowała z innymi producentami, m.in. z Johnnym Bristolem, producentem jej ostatniego singla z grupą The Supremes, "Someday We'll Be Together". Na debiutancki solowy album Ross, Bristol wyprodukował piosenkę "These Things Will Keep Me Loving You"; reszta albumu została w pełni napisana i wyprodukowana przez duet Ashford i Simpson.
Pierwszy solowy singel Diany Ross, "Reach Out and Touch (Somebody's Hand)", został sprzedany w nakładzie ponad 500 000 egzemplarzy w Stanach Zjednoczonych, jednak rozczarował wytwórnię, plasując się jedynie na 20. miejscu listy Billboard Hot 100. Kolejny singel, cover piosenki Marvina Gaye & Tammi Terrell - "Ain't No Mountain High Enough", wspiął się na sam szczyt listy Billboardu. Sprzedał się w nakładzie ponad 1 200 000 kopii w samych Stanach Zjednoczonych i zapewnił Dianie Ross nominację do nagrody Grammy. W rezultacie wydana została reedycja albumu o nazwie "Ain't No Mountain High Enough", a tytuł "Diana Ross" został zarezerwowany dla innego albumu piosenkarki, wydanego w 1976 roku. Krytycy oceniają ten album jako jeden z najlepszych w karierze Ross.

## Lista utworów
|    | Tytuł utworu                          | Producent                                | Oryginalny wykonawca       | Czas |
| -- | ------------------------------------- | ---------------------------------------- | -------------------------- | ---- |
| 1  | Reach Out and Touch (Somebody's Hand) | Nickolas Ashford, Valerie Simpson        |                            | 3:02 |
| 2  | Now That There's You                  | Nickolas Ashford, Valerie Simpson        |                            | 3:27 |
| 3  | You're All I Need to Get By           | Nickolas Ashford, Valerie Simpson        | Marvin Gaye, Tammi Terrell | 3:24 |
| 4  | These Things Will Keep Me Loving You  | Johnny Bristol, Harvey Fuqua, Sylvia Moy | The Velvelettes            | 3:06 |
| 5  | Ain't No Mountain High Enough         | Nickolas Ashford, Valerie Simpson        | Marvin Gaye, Tammi Terrell | 6:18 |
| 6  | Something on My Mind                  | Nickolas Ashford, Valerie Simpson        | Syreeta Wright             | 2:24 |
| 7  | I Wouldn't Change the Man He Is       | Nickolas Ashford, Valerie Simpson        | Blinky                     | 3:15 |
| 8  | Keep an Eye                           | Nickolas Ashford, Valerie Simpson        | Diana Ross & The Supremes  | 3:12 |
| 9  | Where There Was Darkness              | Nickolas Ashford, Valerie Simpson        |                            | 3:12 |
| 10 | Can't It Wait Until Tomorrow          | Nickolas Ashford, Valerie Simpson        |                            | 3:12 |
| 11 | Dark Side of the World                | Nickolas Ashford, Valerie Simpson        | Marvin Gaye                | 3:08 |

## Utwory bonusowe w Expanded Edition
|    | Tytuł utworu                                         | Producent                         | Czas |
| -- | ---------------------------------------------------- | --------------------------------- | ---- |
| 12 | "Something on My Mind" [Live]                        | Nickolas Ashford, Valerie Simpson | 2:37 |
| 13 | Ain't No Mountain High Enough [Alternate Mix]        | Nickolas Ashford, Valerie Simpson | 6:06 |
| 14 | Now That There's You [Alternate Mix]                 | Nickolas Ashford, Valerie Simpson | 3:08 |
| 15 | These Things Will Keep Me Loving You [Alternate Mix] | Bristol, Fuqua                    | 3:13 |
| 16 | Time and Love                                        | Nyro                              | 4:08 |
| 17 | Stoney End                                           | Nyro                              | 3:39 |
| 18 | The Interim                                          | Cheryl Ernst                      | 4:49 |
| 19 | Love's Lines, Angles and Rhymes                      | Joyce                             | 4:02 |